# Condylostylus itoi
Condylostylus itoi är en tvåvingeart som beskrevs av Kasagi 2006. Condylostylus itoi ingår i släktet Condylostylus och familjen styltflugor. Inga underarter finns listade i Catalogue of Life.